# Kurze pause
Kurze pause (letteralmente "Breve pausa") è una serie televisiva tedesca adattata dall'italiana Quelli dell'intervallo. È in trasmissione dal 2006 su Disney Channel Germany.

## Personaggi
Moritz (Mo)
Interpretato da Bela Klentze.
Philip (Flip)
Interpretato da Benjamin Trinks.
Rispetto alla versione originale, è l'equivalente di Dred.
È un ragazzo alla moda e romantico, ma anche un po' ingenuo. È sempre in difficoltà perché deve ricordare le date e gli appuntamenti delle numerose ragazze che gli chiedono di uscire.
Julia
Interpretata da Isabella Soric.
Katarina (Kata)
Interpretata da Sophie Belcredi.
Eberhard (Streberhard)
Interpretato da Lukas Nathrath.
Rispetto alla versione originale, è l'equivalente di Secchia.
Nico
Interpretato da Constantin Gastmann.
Rispetto alla versione originale, come evidente dallo stesso nome, è l'equivalente di Nico.
Anton (Tonne)
Interpretato da Roland Schreglmann (stagione 2).
Rispetto alla versione originale, è l'equivalente dello Smilzo.
DJ
Interpretata da Lea Kalbhenn (stagione 2).
Rispetto alla versione originale, come evidente dallo stesso nome, è l'equivalente di DJ.
Rocky
Interpretata da Laelia Platzer.
Rispetto alla versione originale, come evidente dallo stesso nome, è l'equivalente di Rocky.
Spy
Interpretato da Tobias Kern.
Rispetto alla versione originale, come evidente dallo stesso nome, è l'equivalente di Spy.
Lilli
Interpretata da Julia Eggert (stagione 2).